# Ромер Едвард Ян
Едвард Ян Ромер (біл. Эдвард Ян Ромер; 14 травня 1806 — 15 травня 1878) — громадський діяч, літератор, перекладач і художник.

## Біографія
З шляхетного роду Ромерів. Батько Альфреда Ізидора і Едварда Матея Ромерів. Навчався у Вільнюському університеті (1823—1828), вивчав живопис у Яна Рустема. Під час повстання 1830—1831 — член Вільнюського центрального повстанського комітету. У 1833 арештований і засуджений на довічне заслання в місті Вологда, однак через рік отримує дозвіл повернутися на батьківщину. У 1834 встановив зв'язок із Литовським комітетом (Вільнюс), також підтримував стосунки з емігрантським табором польського «короля де-факто» А. Є. Чорторийського. У липні 1838 року знову арештований за справою Ш. Конарського, засуджений до страти, заміненої новим засланням у Вологду (до 1852). Після повернення до Вільнюса був під наглядом поліції. Був членом Ніцонального музею Литви і Віленської археологічної комісії (з 1855), директором 2-го відділу Товариства доброчинності (з 1855), член ряду інших товариств. Під час повстання 1863—1864 залишався під домашнім арештом. Пізніше працював у Товаристві доброчинності, член правління Земельного банку. Автор епіграм на знаменитих сучасників, перекладів, портретів сина Альфреда Ізидора та інших членів своєї сім'ї.

## Твори
- Wyprawa do wód z Litwy do Normandii kartki z dziennika 6 czerwca — 16 listopada 1861 Edward Jan Römer; oprac. i wprow. Danuta Kamolowa. ISBN 8370095976

## 
Вікісховище має мультимедійні дані за темою: Ромер Едвард Ян